# Yuh Hwan-kil
Yuh Hwan-kil (* 23. September 1962 in Namhae-gun, Gyeongsangnam-do, Südkorea; † 1. April 2009 in Goyang, Gyeonggi-do, Südkorea) war ein südkoreanischer Boxer und Rechtsausleger. 
Am 18. März im Jahre 1979 gab er gegen Yun-Bok Cho erfolgreich sein Profidebüt. Im April 1984 wurde er IBF-Weltmeister, als er Rod Sequenan über 15 Runden durch Mehrheitsentscheidung bezwang. Im September desselben Jahres verteidigte er diesen Titel gegen Sak Galaxy in der 6. Runde durch klassischen K. o. Am 15. Februar des darauffolgenden Jahres verlor er den Gürtel an den bis dahin ungeschlagenen Lester Ellis.